# 九卿
九卿是秦汉时期的中央政府九个主要的官职，通常也以此来表示整个朝廷。分别是：奉常（汉景帝改太常）、郎中令（汉武帝时改称光祿勳，东汉时复旧）、卫尉、太仆、廷尉、典客（汉改大行令、武帝时又改大鸿胪）、宗正、治粟内史（汉武帝时改大司农）、少府。
魏晋起，九卿职任转轻，政务转由尚书台诸曹办理。梁武帝在天監七年（508年）改置十二卿：
- 春卿：太常卿、宗正卿、司農卿
- 夏卿：太府卿、少府卿、太僕卿
- 秋卿：衛尉卿、廷尉卿、大匠卿
- 冬卿：光祿卿、鴻臚卿、太舟卿

南朝陳基本沿襲梁制，隋朝恢復九卿制度。隋唐五代迄于宋，九卿基本上为迁转之官，位秩很高但没有实际职务。唯宗正一职迄清而不废。
明朝，以六部尚书、都察院都御史、大理寺卿、通政使为“大九卿”；太常寺卿、太仆寺卿、光禄寺卿、詹事、翰林学士、鸿胪寺卿、国子监祭酒、上林苑卿、尚宝司卿为“小九卿”。
清朝，九卿泛指六部尚书之外的独立官署的长官，但没有明确的范围；另称宗人府府丞、詹事、太常寺卿、太仆寺卿、光禄寺卿、鸿胪寺卿、国子监祭酒、顺天府府尹、左右春坊庶子为“小九卿”。《日下旧闻考·官署》：“其同班序产，翰林七品有小九卿六品之上，宫坊六品在小九卿五品之上，宫坊五品在大九卿五品之上，讲读学士在大九卿四品之上。”

## 九卿（寺）之演变
| （周官）                   | 秦           | 前漢              | 後漢   | 魏     | 晋     | 隋（煬帝） | 唐（玄宗） | 宋       | 元       | 明                             | 清                                                         | 主要職務               |
| -------------------------- | ------------ | ----------------- | ------ | ------ | ------ | ---------- | ---------- | -------- | -------- | ------------------------------ | ---------------------------------------------------------- | ---------------------- |
| （大宗伯）                 | 奉常         | 太常              | 太常   | 太常   | 太常   | 太常寺卿   | 太常寺卿   | 太常寺卿 | 太常寺卿 | 太常寺卿                       | 太常寺卿、（禮部尚書、內務府掌儀司）                       | 宗廟、礼式、祭祀。     |
| （膳夫）                   | 郎中令       | 光祿勳            | 光祿勳 | 光祿勳 | 光祿勳 | 光禄寺卿   | 光禄寺卿   | 光禄寺卿 | 光禄寺卿 | 光禄寺卿                       | 光禄寺卿、（內務府都虞司、御茶膳房）                       | 宮殿之内務。           |
|                            | 衛尉         | 衛尉              | 衛尉   | 衛尉   | 衛尉   | 衛尉寺卿   | 衛尉寺卿   | 衛尉寺卿 | 衛尉寺卿 | （錦衣衛）                     | （侍衛處、鑾儀衛、前鋒營、護軍營）                         | 宮庭之警衛。           |
| （太僕）                   | 太僕         | 太僕              | 太僕   | 太僕   | 太僕   | 太僕寺卿   | 太僕寺卿   | 太僕寺卿 | 太僕寺卿 | 太僕寺卿                       | 太僕寺卿、（上駟院、武備院）                               | 車馬、御行之行列。     |
| （大理）                   | 廷尉（大理） | 廷尉（大理）      | 廷尉   | 廷尉   | 廷尉   | 大理寺卿   | 大理寺卿   | 大理寺卿 | 大理寺卿 | 大理寺卿、（刑部尚書、都察院） | 大理寺卿、（刑部尚書、都察院、步軍統領衙門、內務府慎刑司） | 刑罰、典獄。           |
| （大行人）                 | 典客         | 大鴻臚 （典属国） | 大鴻臚 | 大鴻臚 | 大鴻臚 | 鴻臚寺卿   | 鴻臚寺卿   | 鴻臚寺卿 | 宣政院使 | 鴻臚寺卿                       | 鴻臚寺卿、（禮部尚書、理藩院尚書、內務府）                 | 賓客之接待、官方儀式。 |
| （小宗伯）                 | 宗正         | 宗正              | 宗正   | 宗正   | 宗正   | 宗正寺卿   | 宗正寺卿   | 宗正寺卿 | 大宗正   | 宗人令                         | 宗令                                                       | 皇族宗亲。             |
|                            | 治粟內史     | 大司農            | 大司農 | 大司農 | 大司農 | 司農寺卿   | 司農寺卿   | 司農寺卿 | 大司農   | （戶部尚書）                   | （戶部尚書、內務府廣儲司、會計司、倉場侍郎）               | 貨幣、穀物管理。       |
| （宮正） （宮伯） （内宰） | 少府         | 少府              | 少府卿 | 少府   | 少府   | 太府寺卿   | 太府寺卿   | 太府寺卿 | 太府寺卿 | （十二監）                     | （內務府營造司、奉宸苑）                                   | 飲食、器物、院庭園芸。 |